# André Delfau
Pour les articles homonymes, voir Delfau.
André Delfau (né à Coufouleux le 5 septembre 1920 et décédé au Viêt Nam le 7 juillet 1948) est un résistant français, Compagnon de la Libération par décret du 29 Décembre 1944.

## Biographie
André Delfau naît le 5 septembre 1920 à Coufouleux dans le Tarn. S'engageant dans la marine marchande, il est employé comme radio sur le cargo Reine des flots. Lors d'une escale en Angleterre en juin 1940, il apprend l'armistice et prend connaissance de l'appel lancé par le général de Gaulle. Il décide alors de se rallier à la France libre et, le 25 juin 1940, signe son engagement dans les forces françaises libres. Affecté dans l'aviation en tant que sergent radio-mitrailleur, il part pour l'Afrique-Équatoriale française où il rejoint les rangs de l'escadrille de bombardement no 2. Formé sur Glenn Martin Maryland, il fait partie de l'équipage d'Arnaud Langer. Envoyé en avril 1941 en Gold Coast avec son unité pour y percevoir de nouveaux avions, il décolle de Takoradi le 10 mai en direction du Levant où il participe à la campagne de Syrie. Après une période d'entraînement en juin et juillet, Delfau est détaché au no 39 Squadron de la Royal Air Force avec lequel il effectue une mission de bombardement sur Bardia en Libye.
En septembre 1941, il est muté au groupe de bombardement Lorraine qui vient d'être constitué. Avec l'escadrille Nancy de sa nouvelle unité, il prend part à la guerre du désert dans le ciel de Libye et participe à des missions de destruction de colonnes ennemies pendant l'hiver 1941-1942, puis durant l'été 1942 à des patrouilles anti-sous-marines au-dessus de la Méditerranée sous les ordres du capitaine Pol Charbonneaux. Renvoyé en Angleterre en décembre 1942, il est entraîné dans une Operational Training Unit puis prend part, à partir de mars 1943, à des missions sur le front de l'ouest. Finissant la guerre avec le grade d'adjudant-chef, André Delfau totalise alors plus de 140 heures de vol en 60 missions de guerre. Le conflit terminé, il poursuit sa carrière dans l'aéronautique civile et travaille comme radio à Air France. André Delfau meurt dans un accident d'avion le 7 juillet 1948 entre Saïgon et Đà Lạt au Viêt Nam. Son corps n'a jamais été retrouvé.

## Décorations
|  |  |  |  |  |  |
|  |  |  |  |  |  |

| Chevalier de la Légion d'Honneur | Chevalier de la Légion d'Honneur | Compagnon de la Libération | Compagnon de la Libération | Médaille militaire | Médaille militaire |
| Croix de guerre 1939-1945        |                                  |                            |                            |                    |                    |